# Tahirides du Yémen
 (février 2019).
Si vous disposez d'ouvrages ou d'articles de référence ou si vous connaissez des sites web de qualité traitant du thème abordé ici, merci de compléter l'article en donnant les références utiles à sa vérifiabilité et en les liant à la section « Notes et références ».
Ne doit pas être confondu avec Tahirides.
Les Tahirides du Yémen sont une dynastie arabe qui succède aux Rassoulides et règne sur le Yémen de 1454 à 1517. Ils prennent pour capitale Zabid. Ils ont été renversés par les Mamelouks d'Égypte après seulement 63 ans.

## Architecture

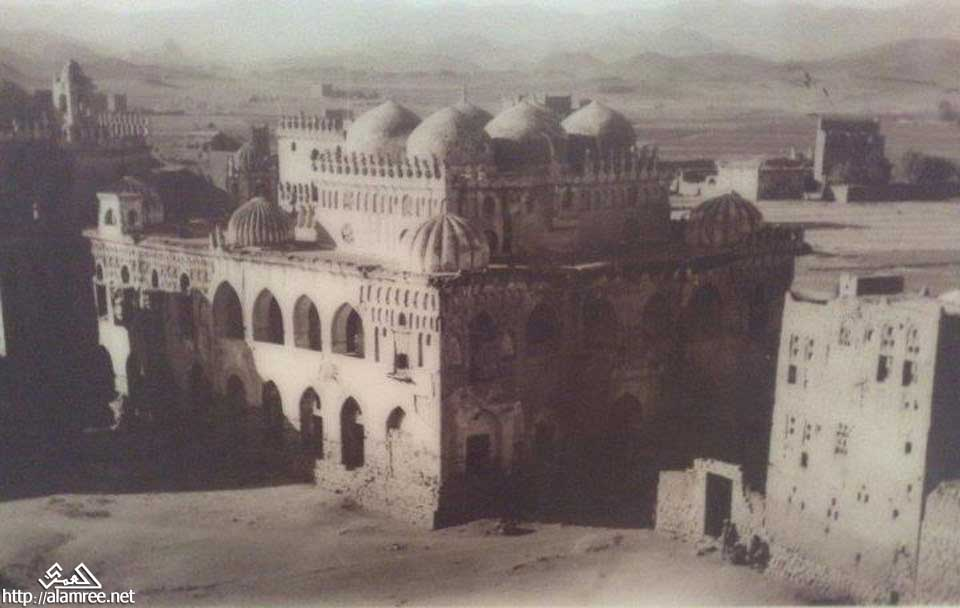
La madrasa d'Amiriya avant sa restauration.

La madrasa d'Amiriya, construite en 1504 à Rada'a (de), est considérée comme un des plus beaux exemples de l'architecture tahiride. Elle a été restaurée à partir de 1978 et inscrite en 2002 sur la liste indicative du patrimoine mondial de l'UNESCO. 